# Paul Mazurkiewicz
 (mars 2019).
Si vous disposez d'ouvrages ou d'articles de référence ou si vous connaissez des sites web de qualité traitant du thème abordé ici, merci de compléter l'article en donnant les références utiles à sa vérifiabilité et en les liant à la section « Notes et références ».
Pour les articles homonymes, voir Mazurkiewicz.
Paul Mazurkiewicz (né le 8 septembre 1968) est le batteur de Cannibal Corpse et un des membres fondateurs du groupe. On retrouve souvent du blast beat dans ce qu'il fait et c'est ce qui contribue à faire de la musique du groupe une musique très intense et technique. Le son des pédales de ses deux grosses caisses est très présent aussi. Il contribue à l'occasion à l'écriture des chansons.